# Johann von der Recke
Johann von der Recke (1480 – 18 maggio 1551) fu Gran Maestro dell'Ordine di Livonia in carica dal 1549 al 1551.

## Biografia
Johann von der Recke apparteneva ad una famiglia nobiliare della Westfalia che aveva stretti legami con il mondo militare.
Nel 1514, si spostò in Livonia e aderì all'Ordine teutonico. Nel 1525, fu nominato commendatore a Cēsis: ricoprì successivamente lo stesso ruolo nel 1533 al Castello di Malbork (attuale Polonia per poi spostarsi nuovamente nell'odierna Lettonia due anni dopo a Viljandi.

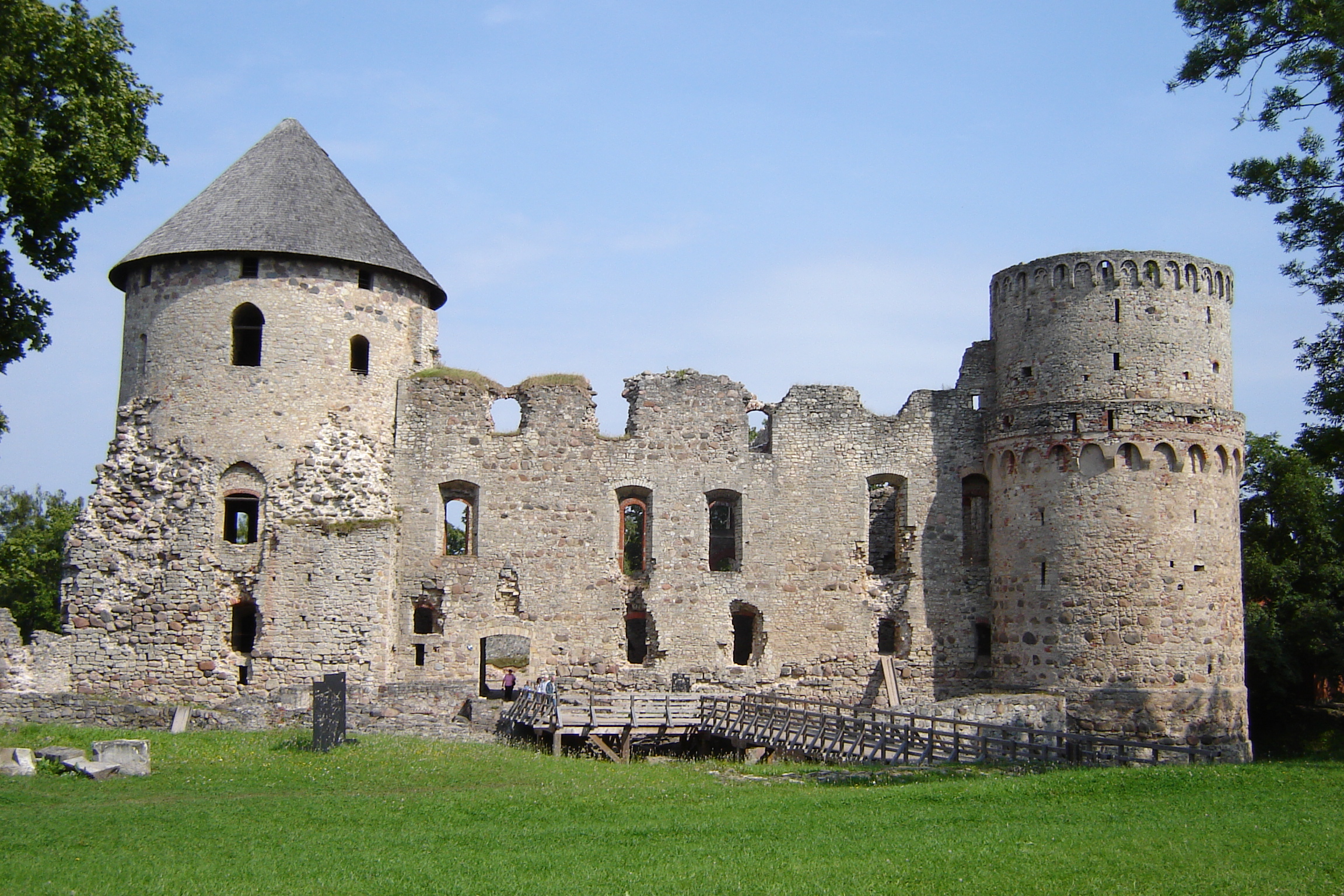
Rovine del castello di Cēsis

Dal 1549 fino alla sua morte nel 1551, Johann von der Recke fu eletto Landmeister dei cavalieri di Livonia, succedendo a Hermann Hasenkamp von Brüggenei. Allo stesso tempo, come già aveva accaduto per Wolter von Plettenberg qualche decennio prima, fu insignito del titolo di Principe del Sacro Romano Impero (Reichsfürst). Durante il suo mandato, la Livonia proseguì il periodo di pace già avviatosi con i predecessori. Tuttavia, la regione fu in quel tempo colpita da gravi epidemie, verosimilmente dalla peste.